# 菝葜長頸金花蟲
菝葜長頸金花蟲（学名：Lilioceris neptis）为金花蟲科長頸金花蟲屬下的一个种。